# Моника Рокафорте
Моника Рокафорте (итал. Monica Roccaforte), рођена као Силвија Вагнер (мађ. Szilvia Wagner) мађарска је порнографска глумица. Постала је позната наступајући у филмовима италијанског режисера Марија Салијерија (итал. Mario Salieri).

## Биографија
Моника је дебитовала као глумица у једној мађарској порно сцени 1996. или 1997. године. Салијерију се допао њен раскошан изглед па ју је позвао у Рим као „појачање“ екипи филма Исповедаоница (Il confessionale). Занимљиво је да је због тог филма избио скандал у Италији и да је Салијеријево предузеће тужено, јер се Црква нашла увређена. Моника тада потписује ексклузиван уговор који је трајао током њене глумачке каријере.
У периоду од 1997. до 2000. глумица постиже светско признање глумећи у филмовима као што су Бекство из Албаније (Fuga dall’ Albania), Пакао (Inferno), Ставрос 1 и 2 (Stavros) и Напуљ (Napoli). Неколико њених филмова је издато на DVD дисковима и у Србији. Судећи по њеној филмографији, глумила је до 2004. године па се повукла.

## Филмографија
- Triple X 26 (1997)
- Weekend In Bologna (1997)
- Il Confessionale (1998), regia di Jenny Forte
- Famiglia (1998)
- Mago (1998)
- Ritorno di Don Tonino (1998)
- Cacciatori di Taglie (1999)
- Carovana della Violenza (1999)
- Euro Babes 1 (1999)
- Fuga dall' Albania (1999)
- Inferno (1999)
- Mogli Perverse (1999)
- Pronto Soccorso (1999)
- Rosa Shocking (1999)
- All Sex: Intimita proibite di 2 giovani casalinghe (2000)
- Incesto (2000)
- Napoli (2000)
- Natural Busty Newcummers (2000)
- Sacro e Profano (2000)
- Stavros 1 (2000)
- Stavros 2 (2000)
- All Sex: Casino (2001)
- Il Mondo Perverso Delle Miss (2001)
- Private Castings X 30 (2001)
- Perfect Bunnys (2004)